# Надробка пластів
Надробка пластів (рос. надработка пластов, англ. overworking of seams, нім. Überbauen n der Flöze) — порядок шахтної розробки світ (груп) пластів корисної копалини, при якому спочатку відпрацьовують верхні пласти продуктивної товщі.
Застосовується для попередньої дегазації, зниження міцності особливо міцних сортів вугілля, зниження небезпеки раптових викидів вугілля і газу, гірничих ударів і ін. небажаних явищ на нижніх пластах корисних копалин.